# ボヴィッレ・エルニカ
ボヴィッレ・エルニカ (伊: Boville Ernica) は、イタリア共和国ラツィオ州フロジノーネ県にある、人口約8,300人の基礎自治体（コムーネ）。

## 地理

### 位置・広がり
フロジノーネ県に位置するコムーネ。県都フロジノーネから西へ14km、カッシーノから東南東へ35km、ローマから東南東へ86kmの距離にある。

### 隣接コムーネ
- モンテ・サン・ジョヴァンニ・カンパーノ - 東
- ストランゴラガッリ - 南東
- リーピ - 南西
- トッリチェ - 西
- ヴェーロリ - 北

### 気候分類・地震分類
ボヴィッレ・エルニカにおけるイタリアの気候分類 (it) および度日は、zona D, 1942 GGである。
また、イタリアの地震リスク階級 (it) では、zona 2B (sismicità media) に分類される。

## 行政

### 山岳部共同体
広域行政組織である山岳部共同体 (it:Comunità montana Monti Ernici) （事務所所在地: ヴェーロリ）を構成するコムーネの一つである。

### 分離集落
ボヴィッレ・エルニカには、以下の分離集落（フラツィオーネ）がある。
- Antica Colle Piscioso, Brecciaro, Casavitola, Castello, Colle Campano, Colle Martino, Colle Mausoleo, Colle Piscioso, Galoppino, Madonna delle Grazie, Mozzano Torretta, Panicelli, Portantino, Rotabile, Santa Elisabetta, Sasso, San Lucio, Santa Liberata, Scrima, Spulla, Torretta, Vettuno, Colle San Paolo

## 交通

### 道路
国道・州道
- SR 214 (it:strada regionale 214 Maria e Isola Casamari) 
〔… - アラトリ - ヴェーロリ〕 - ボヴィッレ・エルニカ- 〔ヴェーロリ - モンテ・サン・ジョヴァンニ・カンパーノ - …〕

フェレンティーノから旧国道を経てソーラに至るSR 214が、ボヴィッレ・エルニカの北部を通過している。

## 文化・観光
「イタリアの最も美しい村」クラブ加盟コムーネである。
サン・ピエトロ大聖堂の改修に巻き込まれないために持ち出されたジョット・ディ・ボンドーネのモザイク画『小舟（ナヴィチェッラ）』の断片が、聖フランチェスコ修道院(イタリア語: Convento di San Francesco)に現存する。

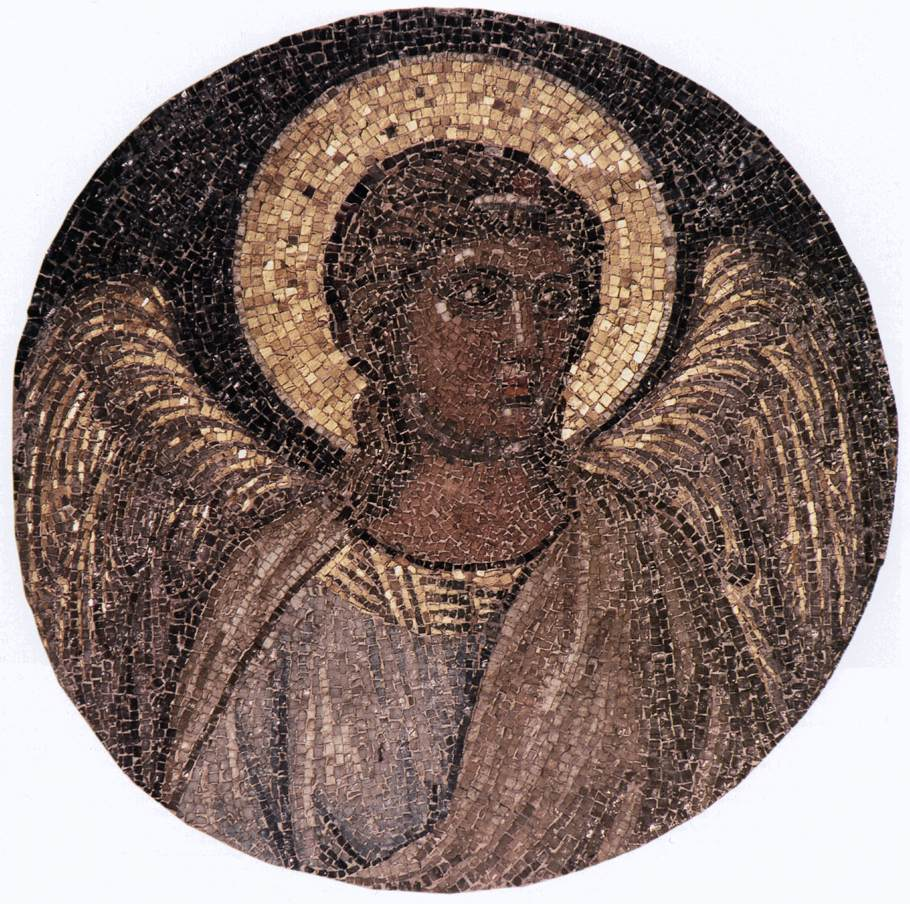
ジョットが描いた天使のラウンデル